# Carlo Chiamenti
Carlo Chiamenti (Benevento, 1911 – Prroni i That, 15 aprile 1941) è stato un militare italiano insignito della medaglia d'oro al valor militare alla memoria nel corso della seconda guerra mondiale.

## Biografia
Nacque a Benevento, nel 1911, figlio di Clemente e Antonietta Pensa.
All'età di diciotto anni si arruolò volontario nel Regio Esercito, arma di cavalleria, in forza al Reggimento "Cavalleggeri di Alessandria" (14º) congedandosi nell’agosto 1931 con il grado di sergente. Richiamato in servizio per le esigenze legate alla situazione in Africa Orientale nel gennaio 1935, veniva destinato al Reggimento "Lancieri di Vittorio Emanuele II" (10º), dove venne promosso sergente maggiore. Ricollocato in congedo nel 1936, due anni più tardi, nel novembre 1938, venne nuovamente richiamato in servizio attivo e partì volontario per combattere nella guerra di Spagna, assegnato alla 1ª Compagnia carri d’assalto del Raggruppamento carristi del Corpo Truppe Volontarie. Rientrò in Italia nel giugno 1939 con il grado di maresciallo ordinario ottenuto per meriti di guerra. Alle prime avvisaglie dello scoppio della seconda guerra mondiale fu richiamato, a domanda, in servizio e nell'ottobre 1940, fu assegnato al 31º Reggimento carri. Nel novembre successivo partiva per l'Albania con il IV battaglione carristi.
Dopo l'inizio dell'operazione Marita, le truppe tedesche travolsero in poco tempo le difese jugoslave e greche. Su ordine del Capo di Stato Maggiore Generale, Ugo Cavallero, le forze italiane ricevettero l'ordine di passare all'offensiva generale al fine di rompere le difese nemiche e procedere su Cattaro e Ragusa. Il 15 aprile 1941, lungo la frontiera tra Albania e Jugoslavia, venne tentata una sortita di un gruppo corazzato del 31º Reggimento fanteria carrista. In questa occasione egli cadde in combattimento a Prroni i That il 15 aprile 1941, e venne insignito della medaglia d'oro al valor militare alla memoria.